# Ramon Costa Nolla
Ramon Costa Nolla (Reus, 18 de juliol de 1877 - Barcelona, 1952) va ser un pintor i dibuixant català.
Mostrà les seves aficions al dibuix de ben petit, i el 1887, amb 10 anys, va entrar a treballar al taller de Domènec Soberano, i poc després amb el pintor Aleix Clapés, que llavors tenia una escola de dibuix a Reus. Traslladat a Barcelona, pintava paisatges que va exposar en dues ocasions, però s'especialitzà en dibuixos a la ploma. Amb 23 anys va ser contractat per l'editorial Seguí per a il·lustrar la seva inacabada enciclopèdia, col·laborant amb Odón de Buen. Va treballar per altres editorials, alternant el dibuix amb la pintura a l'oli. Cap al 1920 va entrar a treballar a l'Editorial F.D.T. fundada pels maristes, (que el 1932 es va passar a dir Editorial Luis Vives). Va viure una mica apartat dels corrents artístics de la seva època, i es va dedicar de manera quasi exclusiva a la il·lustració editorial. Tenia al seu estudi un arxiu gràfic molt extens. Entre altres obres va il·lustrar, a part de diverses enciclopèdies, El Cielo, de l'astrònom Comas i Solà, Art i monuments, amb textos de J. Rodergas i Calmell, Itinerari artístic: Catalunya, amb textos de Josep Francesc Ràfols, i 24 volums d'una col·lecció de l'editorial Hernando de Madrid, que es deia «La riqueza en la mano» i tractava de la cria d'animals i d'agricultura. Va signar la majoria dels seus treballs amb les inicials R.C. Va col·laborar en la seva joventut als periòdics reusencs Reus Artístich i L'Escut de Reus. Les seves obres pictòriques van ser exposades a Reus i a Barcelona, i el 1914 va obtenir el primer premi de dibuix en un concurs organitzat per «l'Associació catalanista de Gràcia». El 1940 es va retirar de l'activitat professional. Va morir a Barcelona el 1952.